# Oospila camilla
Oospila camilla är en fjärilsart som beskrevs av William Schaus 1913. Oospila camilla ingår i släktet Oospila och familjen mätare. Inga underarter finns listade i Catalogue of Life.